# Amazonas (bang Venezuela)
Amazonas là một trong 23 bang của đất nước Venezuela. Thủ phủ của bang đặt tại thành phố Puerto Ayacucho.
Amazonas nằm ở cực nam của Venezuela, giáp với các tỉnh Vichada, Guainía của Venezuela và các bang Amazonas, Roraima của Brasil, là bang có diện tích lớn thứ nhì cả nước nhưng dân số lại chỉ đứng hàng thứ 24 nên trở thành một trong những bang có mật độ dân cư thưa thớt nhất. Mặc dù được đặt theo tên con sông Amazon song phần lớn diện tích của Amazonas lại nằm trên lưu vực của sông Orinoco.
Bang Amazonas chỉ mới được thành lập năm 1994. Trước đó, vùng đất này thuộc chủ quyền Venezuela với tư cách vũng lãnh thổ.

## Phân chia hành chính
Danh sách các chính quyền đô thị tự trị và thủ phủ:
- Alto Orinoco (La Esmeralda)
- Atabapo (San Fernando de Atabapo)
- Atures (Puerto Ayacucho)
- Autana (Isla Ratón)
- Manapiare (San Juan de Manapiare)
- Maroa (Maroa)
- Río Negro (San Carlos de Río Negro)

## Địa lý

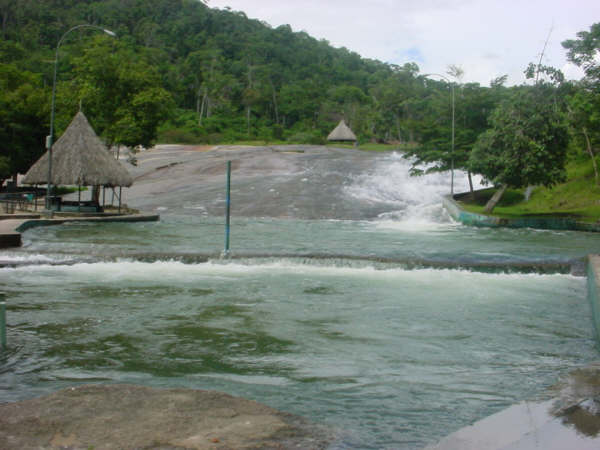
Cảnh thiên nhiên tại Amazonas

Bang Amazonas trải rộng trên diện tích 180.145 km² tại miền nam Venezuela. Bang này giáp với bang Bolivar về phía bắc, giáp với Brasil về phía đông, đông nam và giáp với Colombia về phía tây.
Bang Amazonas nằm giữa đồng bằng Orinoco và sông Negro. Sông Negro là một phụ lưu của cả hai con sông lớn Orinoco và Amazon, bắt nguồn từ biên giới Brazil. Cũng như hầu hết các bang khác của Venezuela, Amazonas có khí hậu nhiệt đới nóng ẩm và không có mùa đông.
Amazonas là nơi sinh sống của nhiều dân tộc khác nhau. Đây là một trong những bang tập trung đông người da đỏ nhất tại Venezuela, chủ yếu thuộc 3 sắc tộc lớn là Piaroa, Guajibo và Yanamani.
Tuy có một diện tích vô cùng rộng lớn song do cách xa biển, bị chắn bởi núi cao, điều kiện giao thông không thuận lợi nên rất ít người da trắng đến Amazonas định cư. Dân số của Amazonas chỉ chiếm vỏn vẹn 0,3% dân số cả nước so với tỉ lệ diện tích là 19,38%.